# Georgi Seganow
Georgi Seganow (bułg. Георги Сеганов; ur. 10 czerwca 1993 w Razłogu) – bułgarski siatkarz, grający na pozycji rozgrywającego, reprezentant Bułgarii.

## Sukcesy reprezentacyjne
Memoriał Huberta Jerzego Wagnera:
- 2016

## Nagrody indywidualne
- 2016: Najlepszy rozgrywający Memoriału Huberta Jerzego Wagnera[4]